# Station Andover
Andover is een station van National Rail in Test Valley in Engeland. Het station is eigendom van Network Rail en wordt beheerd door South Western Railway